# Federația Mauritană de Fotbal
Federația Mauritană de Fotbal (FFRIM) (franceză Fédération de Foot-Ball de la Républic Islamique de Mauritanie, arabă اتحاد موريتانيا لكرة القدم) este forul ce guvernează fotbalul în Mauritania. Se ocupă de organizarea echipei naționale și a campionatului.